# 小川薫 (料理研究家)
小川 薫（おがわ かおる）は、おもてなし料理「Salon de clover」を主宰する、日本の料理研究家である。
テーブルコーディネーター、おもてなしプランナー、食品衛生責任者、食生活アドバイザーでもあり、フリーアナウンサーとしても活動する。

## 人物
1975年大阪生まれ。立命館大学からフリーアナウンサーとして活動。
NHK、テレビ大阪、FM802 など関西の放送局で主に報道や情報番組を担当。
30代に入ってから料理研究家になり2007年におもてなし料理教室「Salon de clover」を主宰。
料理研究家、テーブルコーディネーター、パーティーデザイナー。

### 活動
テレビや雑誌などメディア出演も多い。
2014年8月、SBクリエイティブより「おもてなしを気軽に楽しむ華やかレシピ」を出版。
同年、リヤドロ　ウィメンズアワード第1回の受賞者に選ばれる。

### 受賞歴
- 2014年　Lladro Women's Award(リヤドロウーマンズアワード)

### 著書
- 2014年8月12日　「おもてなしを“気軽に"楽しむ華やかレシピ」 SBクリエイティブ